# ハンワホームズ
ハンワホームズ株式会社は、屋外空間を事業ドメインとした「空間創造」をサービスの軸として展開する企業である。
大阪・兵庫・和歌山・奈良の近畿圏を中心に外構・エクステリアの設計・施工を行う企業であり、小売事業はインターネットとショールーム展開をするDEPOSブランドを運営している。
グループ会社として、貿易業務・ブランドライセンス管理を行うGEL株式会社が100％子会社と事業活動を行っている。
2021年11月 GEL株式会社の経営を終了。GEL株式会社が有していた資産は親会社のハンワホームズ株式会社へ帰属し、運営を引き継ぐ。
2022年1月　エクステリア事業と工事部を事業部統合し、空間創造事業部を発足。
2024年11月14日　TOKYO PRO Marketへ上場。

## 空間創造事業部
1994年の会社設立以降、最新のガーデニング動向をリサーチし、伝統ある日本人の庭文化と海外の異文化を融合するをコンセプトに事業展開。現在では、庭での暮らしを提案する総合展示場をオープンし地域のお客様に新しい庭での暮らしを提案している。主な事業としては、一般消費者様の戸建て住宅の外構工事の設計・施工。現在では、集合住宅やサービス付き高齢者向け住宅の外構工事も手掛ける。

## 工事部
工事部では、公共工事（泉南市、大阪府、大阪市、その他外郭団体）への参加。フジ住宅株式会社、などの大手企業との取引により実績を拡大。
若手技術者の育成、施工管理者育成を実行。国家資格取得を取得して高度な施工現場への対応を実施。
建築業界では、技術者の減少。高齢化が課題になっているなか、若い技術職員の育成に取り組んでいる。

## DEPOS事業部
楽天市場出店当初は、ハンワホームズe-shopとして営業スタート。その後、DEPOSに店名変更。DEPOSの由来は、DEPO（倉庫）と世界各国からの商材、多くのお客様の倉庫機能として複数形の表現であるSをあわせてDEPOSとなっている。
現在では、店名変更の通り世界各国よりガーデン用品・エクステリア用品の輸入及び日本全国のお客様に商材を届けるお店として活動。
主力商品は、屋外で使用する家具。収納関連用品、植木鉢など屋外の空間設計に使用する商品を多数販売している。
2019年より、イスラエルに本社を置くKeter社と日本市場へ置ける総代理店契約を行っている。